# Keith Fahey
Pour les articles homonymes, voir Fahey.
Keith Fahey est un footballeur international irlandais né le 15 janvier 1983 à Dublin. Il a joué pour St Patrick's Athletic, Drogheda United en Irlande et Birmingham City FC en Angleterre. En fin de carrière il retourne en Irlande pour s'engager d'abord avec St Patrick's Athletic puis avec les Shamrock Rovers. Il met un terme à sa carrière professionnelle en 2016.
En aout 2018, il signe avec une licence amateur au sein du Bluebell United.

## Buts internationaux
| # | Date             | Lieu             | Adversaire     | Score | Résultat | Compétition                              |
| - | ---------------- | ---------------- | -------------- | ----- | -------- | ---------------------------------------- |
| 1 | 3 septembre 2010 | Erevan (Arménie) | Arménie        | 1-0   | 1-0      | Match Qualificatif pour l'UEFA Euro 2012 |
| 2 | 13 février 2011  | Dublin (Irlande) | Pays de Galles | 3-0   | 3-0      | Match amical                             |
| 3 | 29 mars 2011     | Dublin (Irlande) | Uruguay        | 2-3   | 2-3      | Match amical                             |

## Palmarès
- Drogheda United
  - Vainqueur de la Setanta Sports Cup : 2006

- Birmingham City
  - Vainqueur de la Coupe de la Ligue d'Angleterre : 2011